# Philonotis leptocarpa
Philonotis leptocarpa är en bladmossart som beskrevs av Mitten 1859. Philonotis leptocarpa ingår i släktet källmossor, och familjen Bartramiaceae. Inga underarter finns listade i Catalogue of Life.